# Sanming
Sanming (xinès: 三明; pinyin: Sānmíng, foochow romanitzat: Săng-mìng), també coneguda com Minzhong (xinès simplificat: 闽中; xinès tradicional: 閩中), és una ciutat a nivell de prefectura a la província de Fujian, a la República Popular de la Xina. Limita amb la ciutat de Nanping al nord, la ciutat de Fuzhou a l'est, la ciutat de Quanzhou al sud-est, la ciutat de Longyan al sud i la província de Jiangxi a l'oest. Sanming es troba entre les muntanyes Wuyi i Daiyun, vora el riu Sha Hsi.

## Geografia
La ciutat-prefectura de Sanming té una superfície total de 22.928,8 km², dels quals el 82% es compon de zones muntanyoses, el 8,3% de terres cultivables i el 9,7% d'aigua o un altre tipus de terreny.
Sanming és ben coneguda pel seu bell paisatge natural amb diferents formes de relleu, inclosa la forma única del relleu Danxia i l'abundant topografia càrstica. Els llocs més famosos inclouen el geoparc global Llac Daurat de Taining al comtat de Taining, la cova Yuhua al comtat de Jiangle i la cova Goose al comtat de Ninghua. Tot el territori es troba de 300 a 800 metres sobre el nivell del mar.

## Clima
El terreny de la ciutat és principalment muntanyós i accidentat encreuament de diversos rius. Té un clima subtropical. La temperatura mitjana anual és de 15 °C, sent el gener el més fred amb 8 °C i juliol el més calorós amb 28 °C, la precipitació anual és de 1.620 mm. El període lliure de gelades és de 300 dies.

## Administració
La ciutat a nivell de prefectura de Sanming administra 2 districtes, 1 ciutat a nivell de comtat i 8 comtats. Les dades corresponen al cens de 2010.
| Mapa | Mapa   | Mapa          | Mapa             | Mapa       | Mapa     | Mapa     |
| --- | ------ | ------------- | ---------------- | ---------- | -------- | -------- |
| Sanyuan Shaxian Comtat de · Mingxi Comtat de · Qingliu Comtat de · Ninghua Comtat de · Datian Comtat de · Youxi Comtat de · Jiangle Comtat de · Taining Comtat de · Jianning Yong'an · (ciutat) |        |               |                  |            |          |          |
| Nom | Xinès  | Pinyin        | Foochow          | Superfície | Població | Densitat |
| Districte de Sanyuan | 三元区 | Sānyuán Qū    | Săng-nguòng-kṳ̆   | 1.156      | 375.497  | 324      |
| Districte de Shaxian | 沙县区 | Shāxiàn Qū    | Să-gâing-kṳ̆      | 1.815      | 226.669  | 125      |
| Yong'an | 永安市 | Yǒng'ān Shì   | Īng-ăng-chê      | 2.941      | 347.042  | 118      |
| Comtat de Mingxi | 明溪县 | Míngxī Xiàn   | Mìng-kă̤-gâing    | 1.704      | 102.667  | 60       |
| Comtat de Qingliu | 清流县 | Qīngliú Xiàn  | Chĭng-liù-gâing  | 1.825      | 136.248  | 75       |
| Comtat de Ninghua | 宁化县 | Nínghuà Xiàn  | Nìng-huá-gâing   | 2.381      | 272.443  | 114      |
| Comtat de Datian | 大田县 | Dàtián Xiàn   | Duâi-dièng-gâing | 2.294      | 311.631  | 136      |
| Comtat de Youxi | 尤溪县 | Yóuxī Xiàn    | Iù-kă̤-gâing      | 3.425      | 352.067  | 103      |
| Comtat de Jiangle | 将乐县 | Jiānglè Xiàn  | Ciŏng-lŏk-gâing  | 2.247      | 148.867  | 66       |
| Comtat de Taining | 泰宁县 | Tàiníng Xiàn  | Tái-nìng-gâing   | 1.534      | 110.278  | 72       |
| Comtat de Jianning | 建宁县 | Jiànníng Xiàn | Gióng-nìng-gâing | 1.742      | 119.979  | 69       |